# 47-й гвардейский бомбардировочный авиационный полк
47-й гвардейский бомбардировочный авиационный полк (47 бап, в/ч 45117) — тактическое формирование Воздушно-космических сил Российской Федерации. Находится в составе 105-й гвардейской смешанной авиационной дивизии.

## История
Полк создан в 2013 году как 47-й смешанный авиационный полк, путём переформирования авиагруппы 7000-й гвардейской авиационной базы (1 разряда) 1-го командования ВВС и ПВО, базирующейся на аэродроме «Балтимор». На вооружении первоначально находились бомбардировщики Су-24М и разведчики Су-24МР, Ан-30. Пока аэродром Балтимор находился на реконструкции в период 2013—2021 гг. полк базировался в Бутурлиновке.
Полк принял участие во вторжении России на Украину. 6 марта 2022 года над Харьковом был сбит украинской ПВО и попал в плен заместитель командира полка подполковник М. Криштоп.
27 сентября 2023 года полк получил почётное наименование «гвардейский» за массовый героизм и отвагу, стойкость и мужество, проявленные личным составом полка в боевых действиях по защите Отечества и государственных интересов в условиях вооружённых конфликтов.